# San Miguel Nopalapa
San Miguel Nopalapa är en ort i Mexiko.   Den ligger i kommunen Epazoyucan och delstaten Hidalgo, i den sydöstra delen av landet, 80 km nordost om huvudstaden Mexico City. San Miguel Nopalapa ligger 2 351 meter över havet och antalet invånare är 552.
Terrängen runt San Miguel Nopalapa är platt åt sydväst, men åt nordost är den kuperad. Runt San Miguel Nopalapa är det ganska tätbefolkat, med 83 invånare per kvadratkilometer. Närmaste större samhälle är Pachuca de Soto, 11,5 km norr om San Miguel Nopalapa. Trakten runt San Miguel Nopalapa består till största delen av jordbruksmark.